# Michael Jefferson Nascimento
Michael Jefferson Nascimento (São Paulo, 21 januari 1982) is een Braziliaans voetballer.